# Hadancourt-le-Haut-Clocher
Hadancourt-le-Haut-Clocher är en kommun i departementet Oise i regionen Hauts-de-France i norra Frankrike. Kommunen ligger i kantonen Chaumont-en-Vexin som tillhör arrondissementet Beauvais. År 2022 hade Hadancourt-le-Haut-Clocher 379 invånare.

## Befolkningsutveckling
Antalet invånare i kommunen Hadancourt-le-Haut-Clocher
| Referens: INSEE |